# The Arab (film, 1915)
Pour les articles homonymes, voir The Arab.
Pour plus de détails, voir Fiche technique et Distribution.
The Arab est un film américain réalisé par Cecil B. DeMille et sorti en 1915. Une copie de ce film se trouve aux archives du film de Gosfilmfond.

## Fiche technique
- Titre : The Arab
- Réalisation : Cecil B. DeMille
- Scénario : Cecil B. DeMille et Edgar Selwyn
- Production Cecil B. DeMille
- Photographie : Alvin Wyckoff
- Montage : Cecil B. DeMille
- Pays d'origine :  États-Unis
- Couleur : Noir et Blanc
- Format : 1,33 : 1
- Son : muet
- Durée : 50 minutes
- Date de sortie : 
  -  États-Unis : 14 juin 1915

## Distribution
- Edgar Selwyn : Jamil
- Horace B. Carpenter : Le Cheik
- Milton Brown : Abdullah
- William Elmer : Meshur
- Sydney Deane : Dr. Hilbert
- Gertrude Robinson : Mary Hilbert
- Park Jones : Ibrahim
- Theodore Roberts : Gouverneur turc
- Raymond Hatton : Mystérieux messager
- Irvin S. Cobb : Touriste américain